# Appenans
Appenans ist eine französische Gemeinde mit 385 Einwohnern (Stand: 1. Januar 2022) im Département Doubs in der Region Bourgogne-Franche-Comté.

## Geographie
Appenans liegt auf 294 m, anderthalb Kilometer westlich von L’Isle-sur-le-Doubs und etwa 19 Kilometer westsüdwestlich der Stadt Montbéliard (Luftlinie). Das Dorf erstreckt sich am nördlichen Talrand des Doubs am Eingang in ein kurzes Seitental, am Nordrand der äußersten Höhenzüge des Juras.
Die Fläche des 4,07 km² großen Gemeindegebiets umfasst einen Abschnitt des Doubstals. Die südliche Grenze verläuft entlang des Doubs, der hier mit mehreren Windungen in einer ungefähr einen Kilometer breiten flachen Talniederung nach Westen fließt und gleichzeitig die Wasserstraße des Rhein-Rhône-Kanals bildet. Vom Flusslauf erstreckt sich das Gemeindeareal nordwärts über die Talaue bis auf die angrenzenden Hochflächen (320 bis 350 m), die durch mehrere kleine Taleinschnitte unterteilt sind. Das Plateau ist überwiegend von Acker- und Wiesland bestanden. Nach Norden steigt das Gelände allmählich zu den Kalkhochflächen nördlich des Doubs an. Im Nordwesten hat Appenans Anteil am Waldhügel Le Replain, an dem mit 400 m die höchste Erhebung der Gemeinde erreicht wird.
Nachbargemeinden von Appenans sind Étrappe im Norden, Médière und L’Isle-sur-le-Doubs im Osten, Rang im Süden sowie Mancenans im Westen.

## Geschichte
Zusammen mit der Franche-Comté gelangte Appenans mit dem Frieden von Nimwegen 1678 an Frankreich. Heute ist das Dorf Teil des Gemeindeverbandes Deux Vallées Vertes.

## Bevölkerung
| Jahr                       | 1962 | 1968 | 1975 | 1982 | 1990 | 1999 | 2010 | 2020 |
| Einwohner                  | 266  | 259  | 286  | 316  | 357  | 412  | 428  | 384  |
| Quellen: Cassini und INSEE |      |      |      |      |      |      |      |      |

Mit 385 Einwohnern (Stand 1. Januar 2022) gehört Appenans zu den kleinen Gemeinden des Départements Doubs. Nachdem die Einwohnerzahl in der ersten Hälfte des 20. Jahrhunderts stets im Bereich zwischen 230 und 290 Personen gelegen hatte, wurde seit Beginn der 1970er Jahre ein deutliches Bevölkerungswachstum verzeichnet.

## Sehenswürdigkeiten
Die heutige Dorfkirche Saint-Nicolas wurde im 20. Jahrhundert erbaut. Sie enthält Teile der Ausstattung der früheren Kirche.
Überreste einer ehemaligen Mühle, welche die Wasserkraft des Dorfbachs nutzte, sind erhalten.

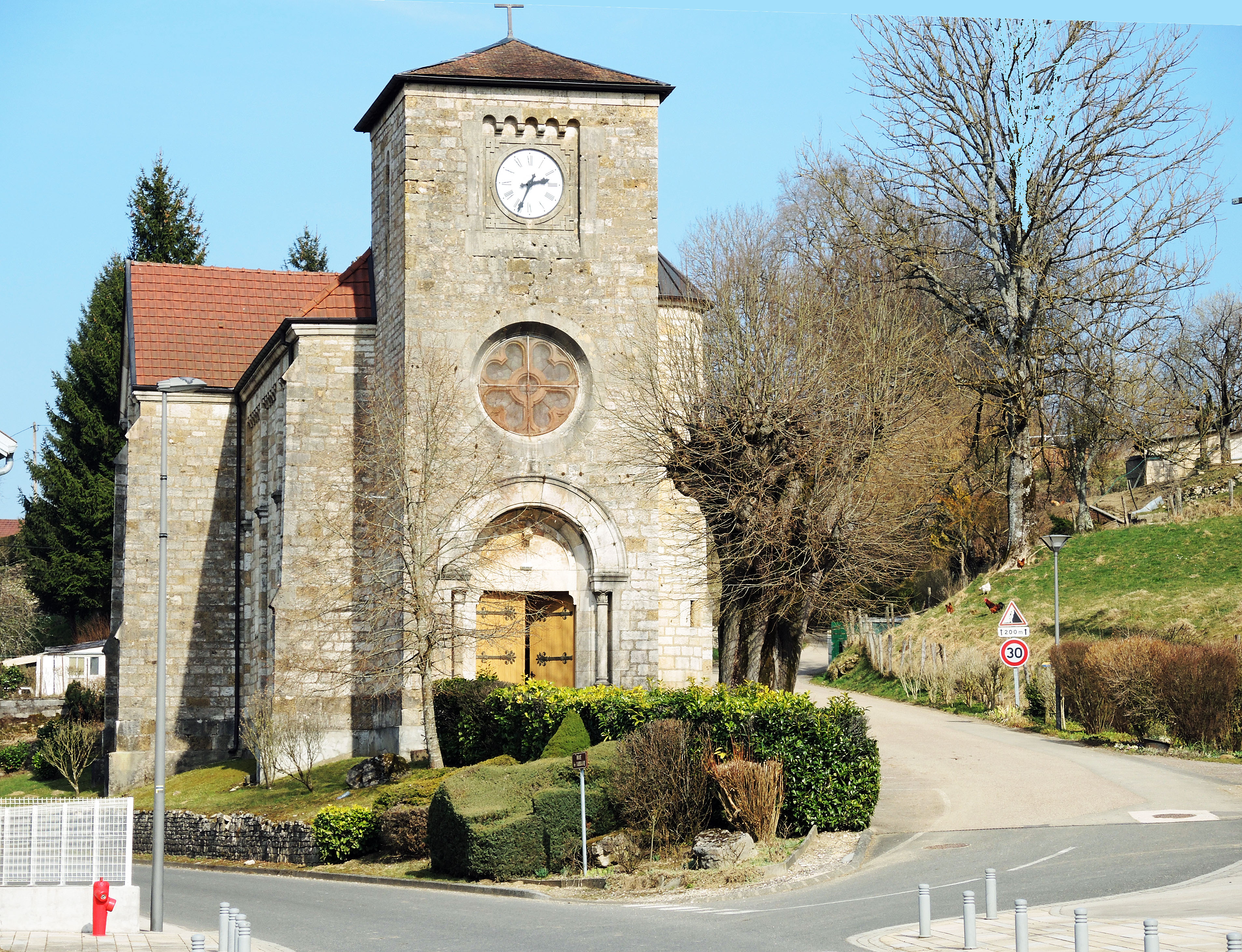
Kirche Saint-Nicolas
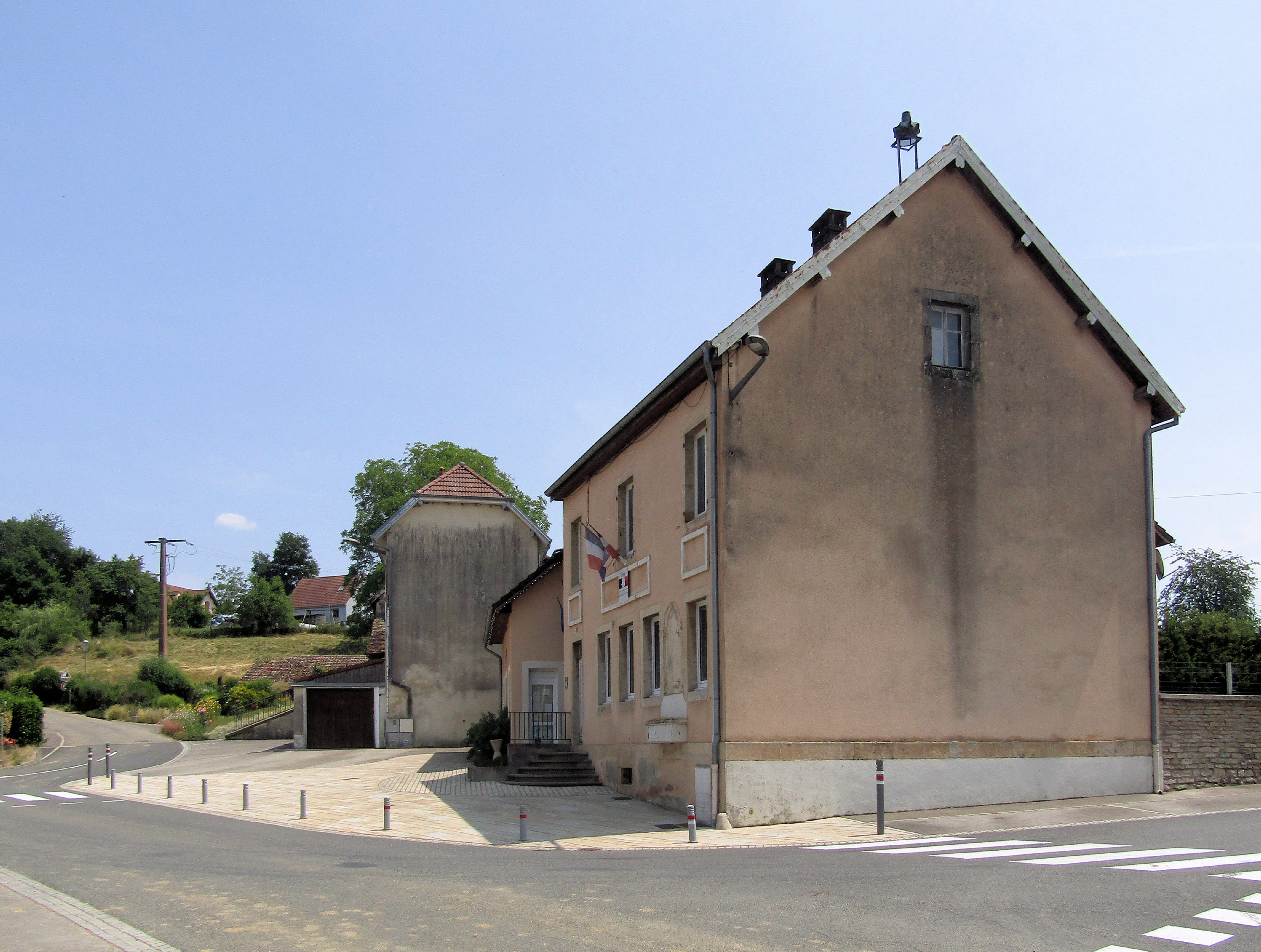
Rathaus
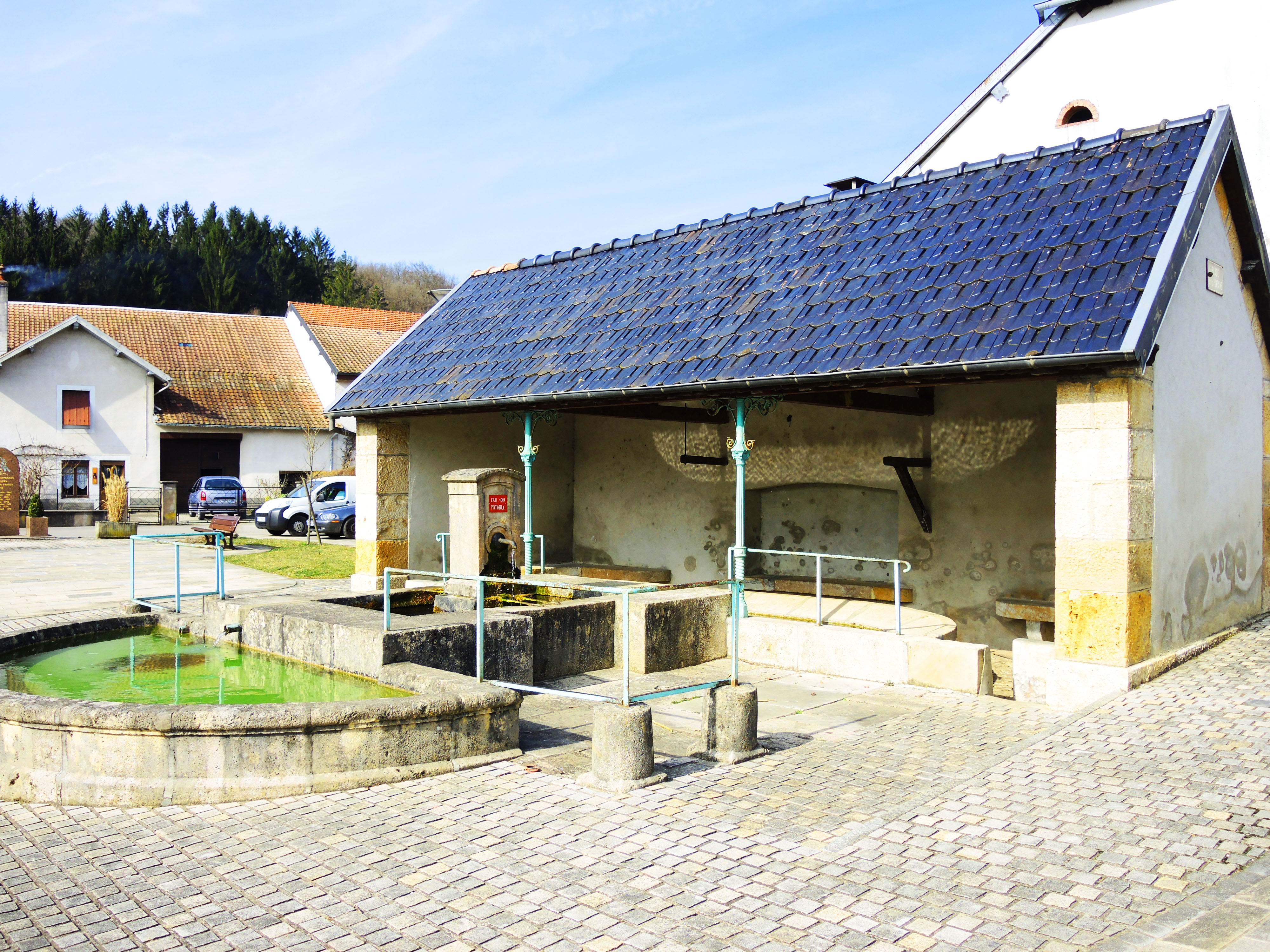
Ehemaliges Waschhaus

## Wirtschaft und Infrastruktur
Appenans war bis weit ins 20. Jahrhundert hinein ein vorwiegend durch die Landwirtschaft (Ackerbau, Obstbau und Viehzucht) geprägtes Dorf. Daneben gibt es heute einige Betriebe des lokalen Kleingewerbes. Mittlerweile hat sich das Dorf auch zu einer Wohngemeinde gewandelt. Viele Erwerbstätige sind deshalb Wegpendler, die in den größeren Ortschaften der Umgebung ihrer Arbeit nachgehen.
Die Ortschaft liegt abseits der größeren Durchgangsstraßen an einer Departementsstraße, die von L’Isle-sur-le-Doubs nach Rougemont führt. Der nächste Anschluss an die Autobahn A36 befindet sich in einer Entfernung von ungefähr acht Kilometern. Eine weitere Straßenverbindung besteht mit Courchaton.